# Heptachlore
L'heptachlore est un insecticide organochloré non systémique (non absorbé par
la plante). Il a été utilisé principalement contre les insectes du sol et les termites, parfois contre les moustiques Anophèles, vecteurs du paludisme. L'heptachlore est connu pour faire partie de la dirty dozen  ou douzaine de polluants majeurs à l'échelle mondiale, selon la Convention de Stockholm.
Chez l'homme, l'heptachlore conduit à des lésions du foie et une surstimulation du système nerveux central. Il est soupçonné de provoquer le cancer. La demi-vie dans le sol va jusqu'à deux ans. Sa production a été arrêtée aux États-Unis en 1987.

## Synthèse
L'heptachlore peut être obtenu par une réaction d'hexachlorocyclopentadiène avec du cyclopentadiène, donnant le produit intermédiaire chlordène. Celui-ci est chloré à l'abri de la lumière et en présence d'un agent de blanchiment pour obtenir de l'heptachlore technique : 
L'heptachlore technique consiste en un mélange complexe de différents composants. Pour l'essentiel, le mélange est constitué de 72 % des deux énantiomères (+) - et (-) - heptachlore (racémique), plus de 18 % de trans-chlordane, 2 % de cis-chlordane, 2 % de nonachlore, 1 % de chlordène, 0,2 % d'hexachlorobuta-1,3-diène et de 10 à 15 autres composants chimiques :

Composition de l'heptachlore
(R)-(−)-heptachlore
(S)-(+)-heptachlore
trans-chlordane

## dégradation
L'heptachlore est oxydé en conditions biotiques et abiotiques en époxyde d'heptachlore. Celui-ci est plus stable que l'heptachlore et plus lentement dégradé. la dégradation abiotique fournit le mélange racémique de (-) - et (+) - époxyde d'heptachlore, tandis que l'heptachlore dans le métabolisme de dégradation botique aboutit principalement à l'énantiomère (+)  : 

Réactions de l'heptachlore (au milieu) vers l'époxyde d'heptachlore (à gauche) ou vers le photoheptachlore (à droite)

## Toxicité
La toxicité de l'heptachlore est plus forte que celle du chlordane. Il porte atteinte au système nerveux central.
- DL50 rat (oral):v 40 mg·kg-1[3]

Du fait de leurs propriétés lipophiles et de leur persistance dans l’environnement, l'heptachlore et les composés apparentés présentent une bioaccumulation et une bioamplification au long de la chaîne alimentaire.
L'heptachlore est classé comme un cancérigène possible (Groupe 2B). L’exposition actuelle à l'heptachlore des populations en Europe via l’alimentation est de l’ordre de 1  ng/kg de poids corporel par jour.